# Arlindo (ur. 1940)
Arlindo, właśc. Arlindo dos Santos Cruz (ur. 26 kwietnia 1940 w Vitórii) – piłkarz brazylijski grający na pozycji ofensywnego pomocnika.

## Kariera klubowa
Arlindo karierę piłkarską rozpoczął w 1961 roku w Botafogo FR. Z klubem z Rio de Janeiro zdobył mistrzostwo stanu Rio de Janeiro – Campeonato Carioca w 1962 oraz Torneio Rio-São Paulo w 1961 i 1964 roku.
W latach 1965–1970 występował w Meksyku w Club América. Z Américą zdobył mistrzostwo Meksyku w 1966 oraz Copa México w 1965 roku.

## Kariera reprezentacyjna
Arlindo występował w olimpijskiej reprezentacji Brazylii. W 1963 roku Arlindo uczestniczył w Igrzyskach Panamerykańskich, na których Brazylia zdobyła złoty medal. Na turnieju w São Paulo Arlindo wystąpił we wszystkich czterech meczach z Urugwajem, USA, Chile i Argentyną.